# 古橋真来
古橋 真来(ふるはし まくる、1993年9月30日- ）は、栃木県日光市出身のプロアイスホッケー選手。ポジションはレフト・ウィング。アジアリーグアイスホッケーのH.C.栃木日光アイスバックスに所属。
父親は俳優でタレントの伊藤克信。

## 経歴
中学生時にアイスホッケー部に所属。高校は日光明峰高校に進学し、18歳で日本アイスホッケーリーグで出場を果たす。 高校での活躍が認められ中央大学に進学する。
2016年にアジアリーグアイスホッケーのH.C.栃木日光アイスバックスに入団した。
2023年-24年シーズンはシーズン途中の2023年10月31日に11月に苫小牧市にて実施されたアイスホッケー男子日本代表の国内合宿の参加メンバーに選出された。2023年12月に横浜市で開催された第91回全日本アイスホッケー選手権大会に参加。アイスバックスは優勝を果たしたが、この決勝戦で負傷し、右手首骨折と診断され長期離脱することになった。
オフの2024年4月8日に安平町の安平町スポーツセンターで開催されたアイスホッケー男子日本代表の選考合宿に参加するメンバーに選出された。4月16日にイタリアのボルツァーノで開催された2024 IIHF 男子世界選手権 ディビジョンI グループAの日本代表に選出された。5月22日にアイスバックスと契約を更新した。
2024-2025シーズンはシーズン開幕前の2024年7月1日に苫小牧市のnepiaアイスアリーナでのアイスホッケー男子日本代表の代表選考合宿に招集された。8月1日にデンマークのオールボーで開催されるミラノ・コルティナダンペッツォオリンピックの最終予選と事前合宿の日本代表に選出された。

## 代表歴
IIHF U20世界選手権大会2012で国際大会に初出場し、日本チームの最優秀選手に選ばれたが、結果はディビジョンI最下位であった。U20世界選手権大会2013ではディビジョンIIにおいてオランダ人のトニー・ラスを抑えてプラス/マイナスの値が最も良かった。また彼の特徴が表れたIIHFチャレンジカップオブアジア2012では、ロシアのMHLレッドスターに続く日本の銀メダル獲得に、トップスコアラーとして古橋は大きな貢献をしている。この他に冬季ユニバーシアード2013トレンティーノ大会、2015グラナダ大会に出場している。
フル代表チームではアジア冬季競技大会2017で初出場したが、カザフスタン、韓国の後塵を拝し、銅メダルにとどまり、同年の世界選手権大会ではディビジョンIA昇格を逃している。2025年アジア冬季競技大会代表にも選出されたが、またもカザフスタンに屈し銀メダルで終わった。

## 詳細情報

### タイトルおよび記録
- 2012IIHFチャレンジカップ・オブ・アジア2位
- 2012 IIHF チャレンジカップ・オブ・アジア 最多得点
- 2013 U20-世界選手権大会 ディビジョンII, グループAからディビジョンI, グループBへ昇格
- 2013 U20-世界選手権大会 ディビジョンII, グループAにおいてベストプラス/マイナス
- 2017 アジア冬季競技大会3位
- 2024 IIHF 男子世界選手権 ディビジョンI グループA 日本代表
- 2026年ミラノ・コルティナダンペッツォオリンピック最終予選日本代表（2024年）